# Protuminski divizijun flotile Hrvatske ratne mornarice
Protuminski divizijun dio je Flotile Hrvatske ratne mornarice. U sastavu Protuminskog divizijuna je lovac mina LM-51 Korčula i motorna roniteljska barkasa MRB-83 te Vod protuminskih ronitelja. Ključna namjena te postrojbe jest protuminsko djelovanje protiv standardnih i improviziranih minsko-eksplozivnih sredstava u lukama i na njihovim prilazima te u uskim prolazima i kanalima. Njihova je zadaća, dakle, protuminsko pretraživanje luke i prilaza luci, što obavljaju protuminski ronitelji, zatim nadzor plovnih ruta na prilazu luci uporabom pramčanog i tegljenog sonara, te osiguranje protuminskih djelovanja.
Ujedno su zaduženi za realizaciju jednog od šest ciljeva NATO snaga (nekadašnji Partnerski ciljevi), koje je ulaskom Hrvatske u Sjevernoatlantski savez preuzeo HRM, a koji se odnosi na sposobnost mornaričkog protuminskog djelovanja pri čišćenju luka. Drugim riječima, moraju biti sposobni za otkrivanje, lociranje, klasifikaciju i identifikaciju te brzo uklanjanje morskih eksplozivnih sredstava i improviziranih eksplozivnih naprava u lukama i pličinama (do 10 m) bez stvaranja popratnih šteta i sa sposobnošću pokrivanja do 2 km u niskoj rezoluciji svaka 24 sata ili, alternativno, njihova sigurnog premještanja iz područja luke. 

## Brodovi
- LM-51 Korčula
- Barkasa MRB-83
- Gumeni čamac PT 750 Valiant - dio opreme Voda protuminskih ronitelja